# Shade the Changing Man
Shade the Changing Man, amerikansk tecknad serie i superhjälte- och fantasygenren skapad av Steve Ditko för DC Comics på 1970-talet. Den ursprungliga versionen av serien blev kortlivad, men figuren återkom som medlem i hjältegruppen Suicide Squad under slutet av 80-talet. 
1990 gjordes serien om från grunden och blev en mindre succé i Peter Milligans och Chris Bachalos nya tappning. Borta var superhjälteattributen och istället ersatta med den "vuxnare" skräckfantasystil som DC lanserade hårt vid den här tiden. Tidningen Shade the Changing Man blev sedermera en av grundbultarna för DC:s Vertigo-etikett med vuxenserier. Denna version gavs ut i sjuttio nummer och lades ner 1996.
Några avsnitt av serien publicerades på svenska i tidningen Inferno.
 Artikeln var, i den version den hade den 7 februari 2006, helt eller delvis hämtad från Seriewikin (hos Seriefrämjandet): Shade the Changing Man